# Шони (национальный лес)
Национальный лес Шони (англ. Shawnee National Forest) — национальный лес США, расположенный в регионах Озарк и Шони-Хиллз на юге штата Иллинойс. Занимает площадь около 1100 км² и входит в федеральные земли. Находится на территории девяти округов; в порядке убывания по занимаемой площади: Поп, Джэксон, Юнион, Хардин, Алегзандер, Салин, Галлатин, Джонсон и Массак. Штаб-квартира леса Шони расположена в Гаррисберге. Есть и местные представительства рейнджеров в деревнях Джонсборо и Вена.

## История
Национальный лес Шони был образован в сентябре 1939 года указом президента США Франклина Рузвельта.
Бо́льшая часть земель, включённых в территорию леса, в первые 10 лет были сильно истощены существовавшими ранее сельхозугодьями. На протяжении 1930-х и 1940-х годов Гражданский корпус охраны окружающей среды занимался высаживанием сосен для предотвращения эрозии почвы. Несмотря на высокое число сосен, в лесу обильно произрастают лиственные деревья и других растения, кроме того здесь водятся характерные для этого региона животные.
В 1980-х и 1990-х годах за сохранение леса активно боролись региональные и национальные экологические группы и отдельные лица, в том числе радикальная организация Earth First!, Sierra Club и Партия зелёных.
В 2006 году лесная служба завершила разработку нового плана управления лесом. Такой план принимается каждые 10-15 лет и описывает политику Лесной службы США в отношении Национального леса Шони. План 2006 года был разработан совместно с рядом экологических групп и организаций и в первую очередь направлен на укрепления уникального биологического разнообразия леса.

## Геология
В пределах лесной зоны, рядом с трассой Illinois-127 к югу от Мерфисборо, штат Иллинойс, находится «Литл-Гранд-Каньон», образовавшийся при таянии ледников, которые и вырезали в скале ущелье. По своим размерам он значительно уступает Гранд-Каньону штата Аризона, однако также представляет собой интересный объект для исследований, в его глубокой тени сохранились реликтовые виды арктических растений, оставшиеся с древних времён. В конце ущелья протекает река Биг-Мадди.
Национальный лес также включает водохранилище Седар-Лейк образованное плотиной «Седар-Крик». Находится вблизи трассы Illinois-127 к югу от Мерфисборо и рядом с шоссе № 51 к югу от Карбондейла.